# توراكو أبيض الخد
توراكو أبيض الخد (الاسم العلمي: Tauraco leucotis) (بالإنجليزية: White-cheeked Turaco)‏ هو نوع من الطيور يتبع جنس التوراكو من فصيلة آكلات الموز.

## عرض المسلسل
عرض هذا الطيور من مسلسل حديقة المرح الذي يغنون معا مع Tittfers كذلك طيورتان.